# Епархия Сан-Раймунду-Нонату
Епархия Сан-Раймунду-Нонату (лат. Dioecesis Raymundiana) — епархия Римско-Католической церкви c центром в городе Сан-Раймунду-Нонату, Бразилия. Епархия Сан-Раймунду-Нонату входит в митрополию Терезины. Кафедральным собором епархии Сан-Раймунду-Нонату является собор святого Раймонда.

## История
17 декабря 1960 года Римский папа Иоанн XXIII издал буллу Cum venerabilis, которой учредил территориальную прелатуру Сан-Раймунду-Нонату, выделив её из территориальной прелатуру Бон-Жезус-ду-Пиауи (сегодня — Епархия Бон-Жезус-ду-Гургеи).
3 октября 1981 года Римский папа Иоанн Павел II выпустил буллу Institutionis propositum, которой преобразовал территориальную прелатуру Сан-Раймунду-Нонату в епархию.

## Ординарии епархии
- епископ Amadeu González Ferreiros (23.12.1961 — 28.12.1967);
- епископ Cândido Lorenzo González (5.12.1969 — 17.07.2002);
- епископ Pedro Brito Guimarães (17.07.2002 — 20.10.2010) — назначен архиепископом Палмаса;
- епископ João Santos Cardoso (с 14.12.2011).

## Источник
- Annuario Pontificio, Ватикан, 2007